# 弗里德里希·威廉·贝塞尔

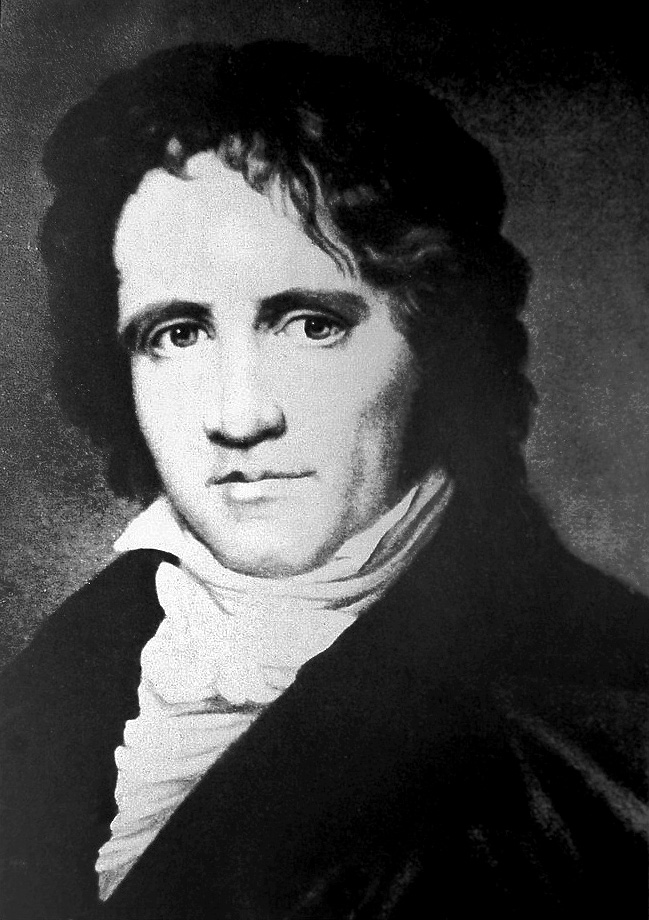
弗里德里希·威廉·贝塞尔

弗里德里希·威廉·贝塞尔（德語：Friedrich Wilhelm Bessel，1784年7月22日—1846年3月17日），德国天文学家及數學家。他精确测定了岁差常数和恒星视差。
贝塞尔出身贫寒，少年时只读过4年书。15岁在商行当学徒，尤其对国际贸易感兴趣。此后，他逐渐对天文学产生了兴趣，开始自学数学和天文学。
1810年，他被普鲁士国王腓特烈·威廉三世任命为柯尼斯堡天文台台长，直到去世。

## 貢獻
- 貝索函數
- 預測天狼星B和南河三B的存在。

## 榮譽

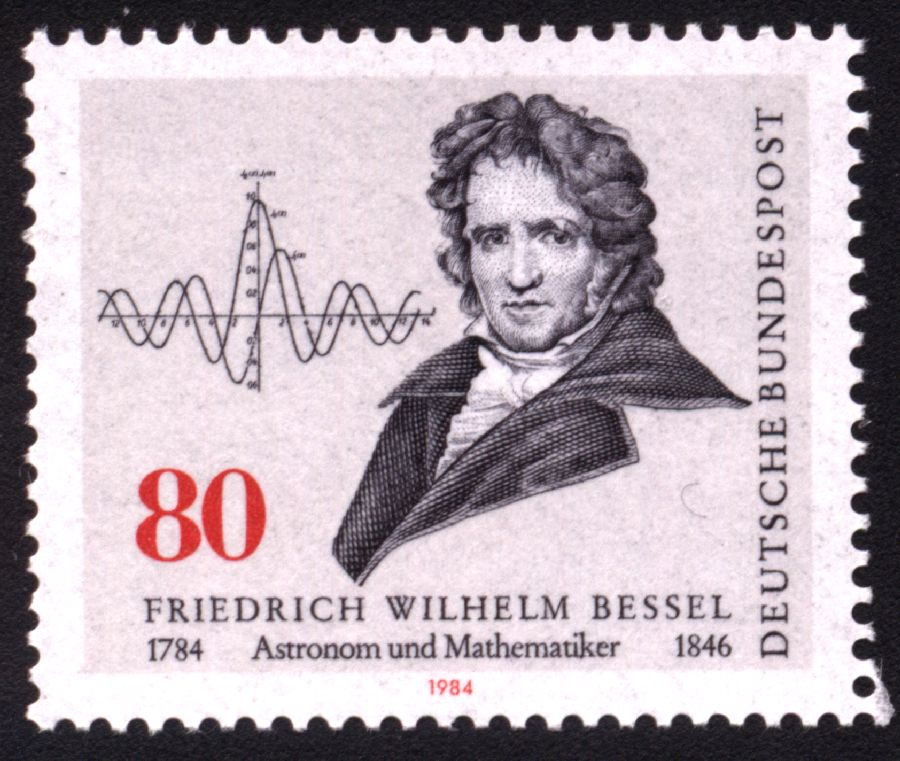
紀念郵票

1829年和1841年兩度獲得英國皇家天文學會金質獎章。

## 著作
- Fundamenta Astronomiæ (1818)
- Tabulæ Regiomontanæ (1830)

## 外部連結
- 約翰·J·奧康納; 埃德蒙·F·羅伯遜, ,  （英语）
- 弗里德里希·威廉·贝塞尔在數學譜系計畫的資料。